# Sahra Wagenknecht
Sahra Wagenknecht (nemška izgovarjava: [ˌzaːʁa ˈvaːɡŋ̍ˌknɛçt] rojena Sarah Wagenknecht), nemška političarka, * 16. julij 1969.
Je vodja stranke Zavezništvo Sahre Wagenknecht in poslanka v nemškem Bundestagu. Na področju ekonomske politike zagovarja socialistične pristope, na področju družbenih in identitetnih vprašanj pa konservativne. Nasprotuje enakost etnij in kultur manjšin večinski kulturi, ker to po njenem mnenju odvrača depriviligirane pripadnike večinskega naroda od vprašanj ekonomske pravičnosti, socialne države in solidarnosti.

## Zgodnje življenje
16. julija 1969 se je rodila materi Nemki in očetu Irancu, ki je izginil v Iranu, ko je bila še otrok. Do leta 1976, ko sta se z mamo preselili v Vzhodni Berlin, so zanjo skrbeli predvsem stari starši. Leta 1988 je opravila maturitetni izpit in se v začetku leta 1989 pridružila (takrat vladajoči) Stranki socialistične enotnosti (SED) 
V Jeni in Berlinu je študirala filozofijo in novo nemško književnost, vendar ni napisala diplomske naloge, ker "ni našla podpore za svoje raziskovalne cilje na vzhodnoberlinski Humboldtovi univerzi". Leta 1996 je na Univerzi v Groningenu dokončala študij in pridobila magisterij. Leta 2012 je zaključila doktorsko disertacijo na katedri za mikroekonomijo na TU Chemnitz.

## Politična kariera
Po padcu berlinskega zidu in preoblikovanju SED v Stranko demokratičnega socializma (PDS) je bila Wagenknechtova leta 1991 izvoljena v nacionalni odbor nove stranke. Pridružila se je tudi Komunistični platformi PDS, marksistično-leninistični frakciji.
Je ena od 27 poslancev nemške stranke Levica, ki je pod nadzorom Zveznega urada za varstvo ustave.
Zaradi vse večjih sporov znotraj Levice napoveduje ustanovitev lastne stranke. Ta nova stranka, včasih imenovana "stranka Wagenknecht", bi lahko sodelovala na evropskih volitvah leta 2024. Ankete kažejo na 19-odstotno potencialno bazo volivcev Wagenknechtove stranke. Politično gledano naj bi nova stranka sledila levokonzervativni strategiji.

#### Ruska invazija na Ukrajino
Pred rusko invazijo na Ukrajino je trdila, da Rusija pravzaprav nima interesa vkorakati v Ukrajino. Po napadu Rusije na Ukrajino, je priznala, da je bila njena presoja napačna. Maja je Levica glasovala za gospodarske sankcije proti Rusiji. Njenemu govoru sta zaploskala vodstvo Levice in skrajno desna Alternativa za Nemčijo. Njen govor je spodbudil odstop dveh uglednih članov stranke.

### Begunska politika
Leta 2015, po napadih v Kölnu, je izjavila: "Kdor zlorabi pravico do gostoljubja, jo je izgubil". Ta izjava je bila skoraj soglasno kritizirana v njeni stranki in poslanskih kolegih, vendar je bila deležna pohvale nekaterih v AfD. 
Leta 2016 je na srečanju Levice kritizirala begunsko politiko Angele Merkel češ da ni zagotovila ravni finančne in infrastrukturne podpore, ki je potrebna, da bi se izognila naraščajočemu pritisku na lokalne oblasti in trg dela. 
Leta 2021 je v svoji knjigi "Die Selbstgerechten" kritizirala "leve liberalce", ker da niso niti levi niti liberalni, ampak v službi vladajočih razredov. Njena knjiga je dosegla prvo mesto na nemškem seznamu uspešnic neleposlovja, ki ga je objavil Der Spiegel.

### COVID 19
V zvezi s pandemijo COVID-19 je menila, da bi morali cepiti le starejše in ranljive skupine.

## Osebno življenje
Wagenknecht se je maja 1997 poročila s poslovnežem Ralphom-Thomasom Niemeyerjem  12. novembra 2011 je politik Oskar Lafontaine javno izjavil, da sta z Wagenknecht postala "tesna prijatelja". Takrat sta se Wagenknecht in Lafontaine že ločila od svojih zakoncev.
Leta 2014 se je poročila s 26 let starejšim Lafontainom.